# 2010年のJリーグ
2010年シーズンのJリーグは、J1リーグ、J2リーグともに2010年3月6日に開幕し、12月4日に閉幕した。
J1リーグ18クラブ、J2リーグ19クラブの計37クラブによって開催され、J1リーグの優勝は名古屋グランパス、J2リーグの優勝は柏レイソルであった。

## 概要
J1は、前年シーズンの成績に基づき、下位3クラブ（柏レイソル、大分トリニータ、ジェフユナイテッド千葉）がJ2へ降格。代わって、J2の上位3クラブ（ベガルタ仙台、セレッソ大阪、湘南ベルマーレ）が昇格して加わる。
J2は、前年シーズンからの15クラブ、J1から降格した3クラブ（先述）、さらに2009年のJFLの成績により新たにJリーグに加盟したギラヴァンツ北九州（ニューウェーブ北九州から改称） を加えた19クラブ編成となる。J2の参加チーム数が奇数となるのは2008年以来2年ぶり。
公式試合球は2010 FIFAワールドカップでも使われるアディダス製「ジャブラニ」。
この年、「Jリーグイレブンミリオンプロジェクト」の目標・年間1100万人動員実現へ向けたプロモーション活動を展開するため、シーズン開幕前にタレントの木下優樹菜が「Jリーグ特命PR部長」に、更に4月から女優・足立梨花が「Jリーグ特命PR女子マネジャー」にそれぞれ就任した。

## できごと
2月3日
2010年度のJ1リーグとJ2リーグの日程が発表される。
Jリーグの公式テレビ番組『蹴者のHEART J.LEAGUE STORY』の放送がTBSテレビの関東圏ローカルで開始される。
3月31日
動画共有サイトのYouTubeにJリーグの公式チャンネルを開設。
4月29日
iPhoneアプリのセカイカメラと提携し、公認ファンサイトのJ's GOALと連動したプロモーション活動を開始。
5月8日
渋谷エリア限定でワンセグ放送によるJリーグ情報番組（MCは特命PR女子マネジャーの足立が担当）の配信を開始。期間は2011年1月31日まで。
6月29日
経営難に陥っている東京ヴェルディの株主総会で、Jリーグ主導によるクラブの運営が正式に決定。
7月29日
第4代のJリーグチェアマンに、鹿島アントラーズ社長の大東和美が就任。
8月8日
J1およびJ2のリーグ戦における通算入場者数が1億人に到達する。1993年のJリーグ開幕戦から数えて、8055試合目で達成。
10月19日
大宮アルディージャの主催試合での観客数水増しが発覚。2007年11月からの58試合で11万1737人に及び、リーグより制裁金2000万円が課せられた。
11月20日
J1リーグ戦で名古屋グランパスの優勝が決定。
11月23日
J2リーグ戦で柏レイソルの優勝が決定。

## J1
2010年シーズンのJ1は、J2から昇格したベガルタ仙台、セレッソ大阪、湘南ベルマーレを加えた18クラブにより争われた。
| 順 | チーム               | 試 | 勝 | 分 | 敗 | 得 | 失 | 差  | 点 | 出場権または降格                       |
| -- | -------------------- | -- | -- | -- | -- | -- | -- | --- | -- | -------------------------------------- |
| 1  | 名古屋グランパス (C) | 34 | 23 | 3  | 8  | 54 | 37 | +17 | 72 | ACL2011グループステージ1の出場権を獲得 |
| 2  | ガンバ大阪           | 34 | 18 | 8  | 8  | 65 | 44 | +21 | 62 | ACL2011グループステージ1の出場権を獲得 |
| 3  | セレッソ大阪         | 34 | 17 | 10 | 7  | 58 | 32 | +26 | 61 | ACL2011グループステージ1の出場権を獲得 |
| 4  | 鹿島アントラーズ     | 34 | 16 | 12 | 6  | 51 | 31 | +20 | 60 |                                        |
| 5  | 川崎フロンターレ     | 34 | 15 | 9  | 10 | 61 | 47 | +14 | 54 |                                        |
| 6  | 清水エスパルス       | 34 | 15 | 9  | 10 | 60 | 49 | +11 | 54 |                                        |
| 7  | サンフレッチェ広島   | 34 | 14 | 9  | 11 | 45 | 38 | +7  | 51 |                                        |
| 8  | 横浜F・マリノス      | 34 | 15 | 6  | 13 | 43 | 39 | +4  | 51 |                                        |
| 9  | アルビレックス新潟   | 34 | 12 | 13 | 9  | 48 | 45 | +3  | 49 |                                        |
| 10 | 浦和レッズ           | 34 | 14 | 6  | 14 | 48 | 41 | +7  | 48 |                                        |
| 11 | ジュビロ磐田         | 34 | 11 | 11 | 12 | 38 | 49 | −11 | 44 |                                        |
| 12 | 大宮アルディージャ   | 34 | 11 | 9  | 14 | 39 | 45 | −6  | 42 |                                        |
| 13 | モンテディオ山形     | 34 | 11 | 9  | 14 | 29 | 42 | −13 | 42 |                                        |
| 14 | ベガルタ仙台         | 34 | 10 | 9  | 15 | 40 | 46 | −6  | 39 |                                        |
| 15 | ヴィッセル神戸       | 34 | 9  | 11 | 14 | 37 | 45 | −8  | 38 |                                        |
| 16 | FC東京 (R)           | 34 | 8  | 12 | 14 | 36 | 41 | −5  | 36 | J2 2011へ降格                          |
| 17 | 京都サンガF.C. (R)   | 34 | 4  | 7  | 23 | 30 | 60 | −30 | 19 | J2 2011へ降格                          |
| 18 | 湘南ベルマーレ (R)   | 34 | 3  | 7  | 24 | 31 | 82 | −51 | 16 | J2 2011へ降格                          |

最終更新は2010年12月4日の試合終了時
出典: J. League Data Site
順位の決定基準: 1. 勝点; 2. 得失点差; 3. 得点数.
1 第90回天皇杯全日本サッカー選手権大会優勝クラブにもAFCチャンピオンズリーグ2011参加資格が与えられるが、同大会優勝クラブがJ1リーグ戦上位に入った場合は、リーグ戦次点のクラブに参加資格が与えられる。

## J2
2010年シーズンのJ2は、J1から降格したジェフユナイテッド千葉、柏レイソル、大分トリニータと、JFLから加盟したギラヴァンツ北九州（ニューウェーブ北九州から改称）を加えた19クラブにより争われた。
| 順 | チーム                 | 試 | 勝 | 分 | 敗 | 得 | 失 | 差  | 点 | 出場権または降格 |
| -- | ---------------------- | -- | -- | -- | -- | -- | -- | --- | -- | ---------------- |
| 1  | 柏レイソル (C) (P)     | 36 | 23 | 11 | 2  | 71 | 24 | +47 | 80 | J1 2011へ昇格 1  |
| 2  | ヴァンフォーレ甲府 (P) | 36 | 19 | 13 | 4  | 71 | 40 | +31 | 70 | J1 2011へ昇格 1  |
| 3  | アビスパ福岡 (P)       | 36 | 21 | 6  | 9  | 63 | 34 | +29 | 69 | J1 2011へ昇格 1  |
| 4  | ジェフユナイテッド千葉 | 36 | 18 | 7  | 11 | 58 | 37 | +21 | 61 |                  |
| 5  | 東京ヴェルディ         | 36 | 17 | 7  | 12 | 47 | 34 | +13 | 58 |                  |
| 6  | 横浜FC                 | 36 | 16 | 6  | 14 | 54 | 47 | +7  | 54 |                  |
| 7  | ロアッソ熊本           | 36 | 14 | 12 | 10 | 39 | 43 | −4  | 54 |                  |
| 8  | 徳島ヴォルティス       | 36 | 15 | 6  | 15 | 51 | 47 | +4  | 51 |                  |
| 9  | サガン鳥栖             | 36 | 13 | 12 | 11 | 42 | 41 | +1  | 51 |                  |
| 10 | 栃木SC                 | 36 | 14 | 8  | 14 | 46 | 42 | +4  | 50 |                  |
| 11 | 愛媛FC                 | 36 | 12 | 12 | 12 | 34 | 34 | 0   | 48 |                  |
| 12 | ザスパ草津             | 36 | 14 | 6  | 16 | 36 | 48 | −12 | 48 |                  |
| 13 | コンサドーレ札幌       | 36 | 11 | 13 | 12 | 37 | 38 | −1  | 46 |                  |
| 14 | FC岐阜                 | 36 | 13 | 6  | 17 | 32 | 45 | −13 | 45 |                  |
| 15 | 大分トリニータ         | 36 | 10 | 11 | 15 | 39 | 49 | −10 | 41 |                  |
| 16 | 水戸ホーリーホック     | 36 | 8  | 14 | 14 | 29 | 45 | −16 | 38 |                  |
| 17 | ファジアーノ岡山       | 36 | 8  | 8  | 20 | 27 | 51 | −24 | 32 |                  |
| 18 | カターレ富山           | 36 | 8  | 4  | 24 | 39 | 71 | −32 | 28 |                  |
| 19 | ギラヴァンツ北九州     | 36 | 1  | 12 | 23 | 20 | 65 | −45 | 15 |                  |

最終更新はDecember 4, 2010の試合終了時
出典: J.League Division 2
順位の決定基準: 1. 勝点; 2. 得失点差; 3. 得点数.

## 入れ替え

### J1からJ2へ降格
11月14日、京都と湘南が4試合を残して2011年シーズンは2部へ降格することが決まった。京都は4度目の降格でリーグワースト記録、また湘南は久々の1部復帰を僅か1年で終える結果となった。
12月4日（最終節）、FC東京が降格決定。2011年は12年振りにJ2で戦うことになる。

### J2からJ1へ昇格・復帰
11月8日に柏が1年で、14日に甲府が4年ぶりに、23日に福岡が5年ぶりに、いずれも1部復帰を決めた。

## 表彰
| 賞                       | 受賞者                                       |
| ------------------------ | -------------------------------------------- |
| 最優秀選手賞             | 楢﨑正剛（名古屋グランパス）                 |
| 得点王                   | 前田遼一（ジュビロ磐田）                     |
| 得点王                   | ジョシュア・ケネディ（名古屋グランパス）     |
| ベストヤングプレーヤー賞 | 宇佐美貴史（ガンバ大阪）                     |
| 最優秀監督賞             | ドラガン・ストイコビッチ（名古屋グランパス） |
| 優秀主審賞               | 西村雄一                                     |
| 優秀副審賞               | 相樂亨                                       |
| フェアプレー賞 高円宮杯  | サンフレッチェ広島                           |
| J1フェアプレー賞         | モンテディオ山形                             |
| J1フェアプレー賞         | 横浜F・マリノス                              |
| フェアプレー個人賞       | 槙野智章（サンフレッチェ広島）               |
| Jリーグベストピッチ賞    | 日産スタジアム                               |
| Jリーグベストピッチ賞    | アウトソーシングスタジアム日本平             |
| 最優秀育成クラブ賞       | FC東京                                       |

### ベストイレブン
| ポジション | 選手名                 | 受賞回数 | 所属クラブ         |
| ---------- | ---------------------- | -------- | ------------------ |
| GK         | 楢﨑正剛               | 5        | 名古屋グランパス   |
| DF         | 田中マルクス闘莉王     | 7        | 名古屋グランパス   |
| DF         | 増川隆洋               | 初       | 名古屋グランパス   |
| DF         | 槙野智章               | 初       | サンフレッチェ広島 |
| MF         | 中村憲剛               | 5        | 川崎フロンターレ   |
| MF         | マルシオ・リシャルデス | 初       | アルビレックス新潟 |
| MF         | 藤本淳吾               | 初       | 清水エスパルス     |
| MF         | 遠藤保仁               | 8        | ガンバ大阪         |
| MF         | ダニルソン             | 初       | 名古屋グランパス   |
| FW         | ジョシュア・ケネディ   | 初       | 名古屋グランパス   |
| FW         | 前田遼一               | 2        | ジュビロ磐田       |

- 2010年12月6日にJリーグアウォーズ（JCBホール）を開催。

## 記録
- J1リーグ個人通算100ゴール
  - マルキーニョス（鹿島アントラーズ 2010年4月24日 - 第8節vs横浜Fマリノス・日産スタジアム）
  - 柳沢敦（京都サンガ 2010年5月5日 - 第10節vs清水エスパルス・西京極陸上競技場）
  - エジミウソン（浦和レッズ 2010年8月21日 - 第20節vs湘南ベルマーレ・平塚競技場）
  - ジュニーニョ（川崎フロンターレ 2010年11月20日 - 第31節vs東京FC・味の素スタジアム）
  - 前田遼一（ジュビロ磐田 2010年11月27日 - 第33節vs名古屋グランパス・ヤマハスタジアム）
- J1リーグ450試合出場
  - 山田暢久（浦和レッズ 2010年9月18日 - 第23節vs清水エスパルス・埼玉スタジアム2002）
- J1リーグ400試合出場
  - 明神智和（ガンバ大阪 2010年11月23日 - 第32節vs湘南ベルマーレ・万博記念競技場）
- J2リーグ通算9000ゴール
  - 東慶悟（大分トリニータ 2010年12月4日 - 第38節vs横浜FC・大分銀行ドーム）
- J2リーグ最年長ゴール
  - 三浦知良（43歳9ヶ月8日・横浜FC 2010年12月4日 - 第38節vs大分トリニータ・大分銀行ドーム）
- J2リーグ400試合出場
  - 高田保則（ザスパ草津 2010年10月3日 - 第29節vs東京ヴェルディ・正田醤油スタジアム）

## Jリーグ準加盟
日本フットボールリーグ所属
- FC町田ゼルビア
- 松本山雅FC（2010年2月承認）
- ガイナーレ鳥取
- V・ファーレン長崎

第12回日本フットボールリーグの成績により1位・鳥取のJ2入会が認められた。なお3位に入った町田は成績上はJ2入会が認められる順位であったが、スタジアムがJ2基準を満たしていないという理由によりこの年の正会員申請を見送ったためJ2入会はできなかった。
この他ツエーゲン金沢も準加盟申請しているが、継続審議となり承認は見送られた
地域リーグ以下
- S.C.相模原（神奈川県社会人サッカーリーグ1部　2010年2月承認）